# インペリオ (路面電車車両)
インペリオ（Imperio）は、ルーマニアのアストラ・ヴァゴアネ・カラトリが展開する、路面電車路線向けの超低床電車。ドイツのシーメンスが手掛けていた路面電車車両のコンビーノ・プラスを基に開発された車両である。この項目では、インペリオと同様の構造を持つ超低床電車のオーセンティック（AUTENTIC）についても解説する。

## 概要
ルーマニアの鉄道車両メーカーであるアストラ・ヴァゴアネ・カラトリは、2000年代以降ドイツのシーメンスが展開する鉄道車両のデジロの最終組み立てなどを経て、同社との関係を強めていた。一方、当時のルーマニア各地の路面電車には近代化を目的にドイツなど各国の中古車両が多数導入されていたが、これらの供給が将来的に枯渇する事に加え、車両自体の老朽化も問題になっていた。そこで2011年、シーメンスが世界各地の路面電車路線へ導入を行っていた超低床電車のコンビーノ（コンビーノ・プラス）の技術に基づき、アストラ・ヴァゴアネ・カラトリはアラドに有する工場でルーマニア向けの超低床電車の生産を開始した。これが「インペリオ」である。
技術の元となったコンビーノ・プラスと同様に、インペリオは各車体に車軸がない独立車輪式台車を有する連接車で、車内全体の床上高さを抑えた100 %低床構造を有し、冷暖房双方に対応した空調装置も完備されている。編成は最短3車体、最大6車体から選択可能で、2車体連接車については「オーセンティック（AUTENTIC）」と言うブランド名が付けられている。また、回生ブレーキや誘導電動機など、主要機器は消費電力を抑えた最新の技術が多く用いられている。多くの部品にルーマニアの国産製品を用いる他、部品数を節約している事から、購入費用を海外メーカー製電車から30 %程抑えているのも特徴である。

## 運用
ブランドの発表以降、2010年前半までにインペリオの導入が決定していたのは地元・アラドの路面電車であるアラド市電向けの6両のみであり、以降の展開を危ぶむ意見も存在したが、2010年代後半以降は他都市での新型電車に関する入札を次々に獲得し、2024年時点でアラド向け増備車を含む4都市への導入が確定している。そのうち首都・ブカレストのブカレスト市電向けの車両は、2020年に中国中車青島四方機車車輛股份有限公司とコンソーシアムを組み受注も獲得したものである。これらの車両の大半はシーメンスが製造した電気機器が用いられているが、アラド向け増備車についてはブカレストに本社を置く電機メーカーのICPE-SAERPが手掛けた機器を用いた100 %国産部品を用いた車両となっている。
2024年時点で、発注予定の車両も含めインペリオおよびオーセンティックの導入都市は以下の通り。
| インペリオ/オーセンティック 導入都市一覧 | インペリオ/オーセンティック 導入都市一覧 | インペリオ/オーセンティック 導入都市一覧 | インペリオ/オーセンティック 導入都市一覧 | インペリオ/オーセンティック 導入都市一覧            |
| 都市                                     | 編成                                     | 運転台                                   | 両数                                     | 備考・参考                                          |
| ---------------------------------------- | ---------------------------------------- | ---------------------------------------- | ---------------------------------------- | --------------------------------------------------- |
| アラド (アラド市電)                      | 3車体連接車                              | 片運転台                                 | 6両                                      | [ 1 ] [ 2 ]                                         |
| アラド (アラド市電)                      | 3車体連接車                              | 片運転台                                 | 10両(予定)                               | 増備車                                              |
| アラド (アラド市電)                      | 2車体連接車                              | 片運転台                                 | 18両(予定)                               | 「インペリオ・シヴィタス(Imperio Civitas)」         |
| クルジュ＝ナポカ (クルジュ＝ナポカ市電)  | 5車体連接車                              | 片運転台                                 | 24両(予定)                               | 2021年までに全車導入予定                            |
| オラデア (オラデア市電)                  | 5車体連接車                              | 両運転台                                 | 20両(予定)                               | [ 4 ] [ 12 ]                                        |
| ガラツィ (ガラツィ市電)                  | 2車体連接車                              | 片運転台                                 | 18両(予定)                               | 「オーセンティック」                                |
| ブカレスト (ブカレスト市電)              | 4車体連接車                              | 片運転台                                 | 100両(予定)                              | 「インペリオ・メトロポリタン(Impeio Metropolitan)」 |
| ブライラ (ブライラ市電)                  | 2車体連接車                              | 片運転台                                 | 10両(予定)                               | [ 16 ] [ 17 ]                                       |

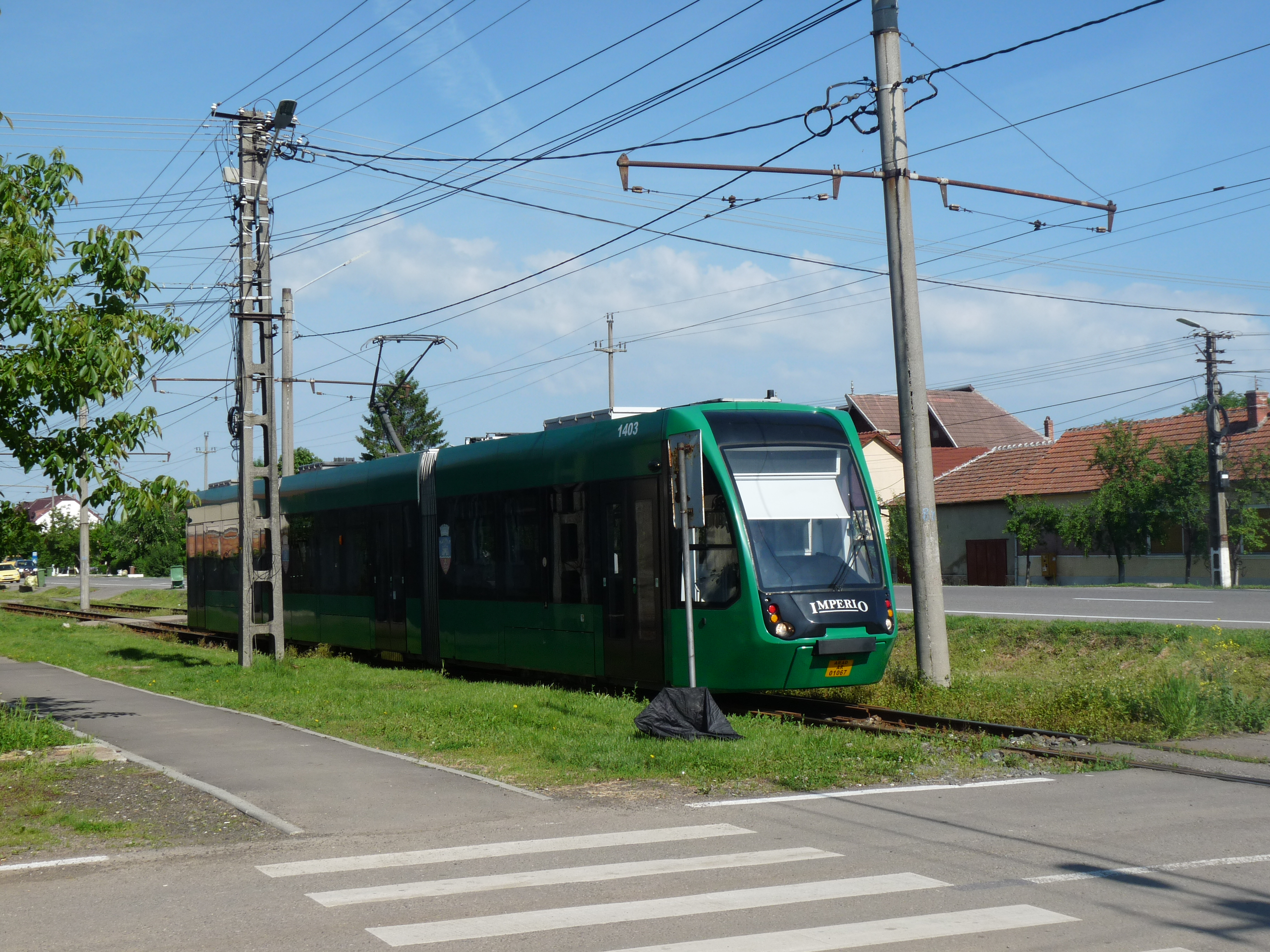
アラド （アラド市電） （2017年撮影）
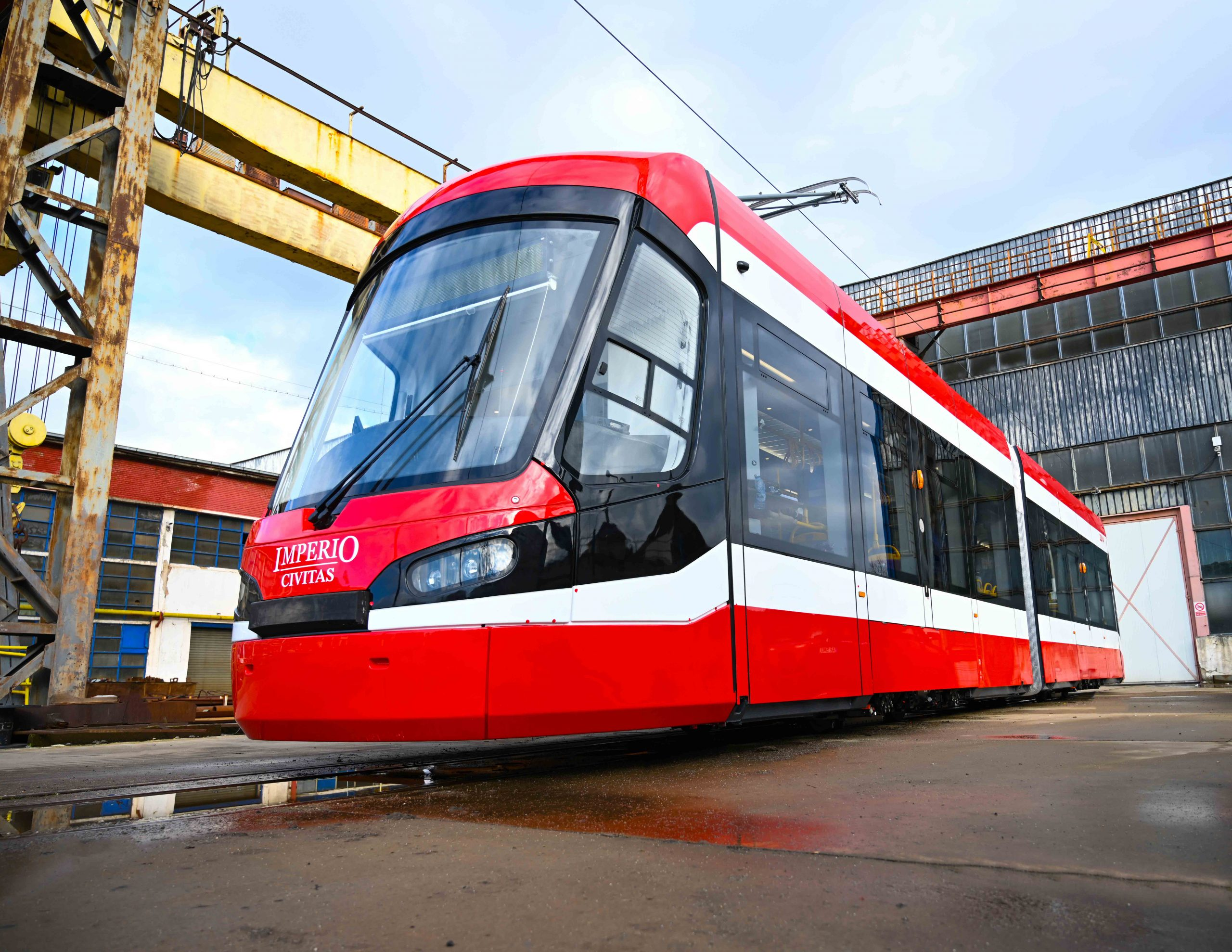
アラド（インペリオ・シヴィタス） （アラド市電） （2022年撮影）
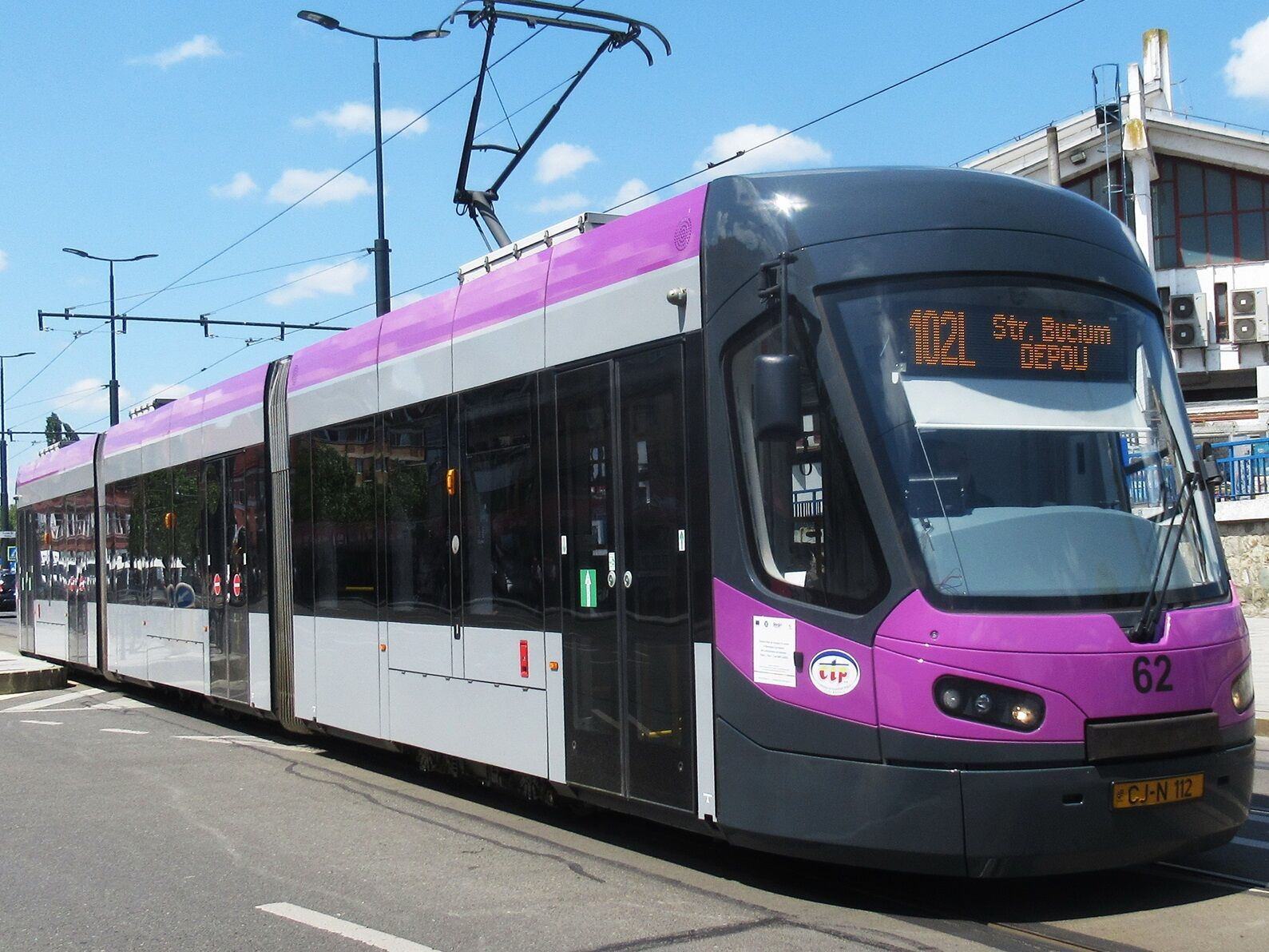
クルジュ＝ナポカ （クルジュ＝ナポカ市電） （2021年撮影）
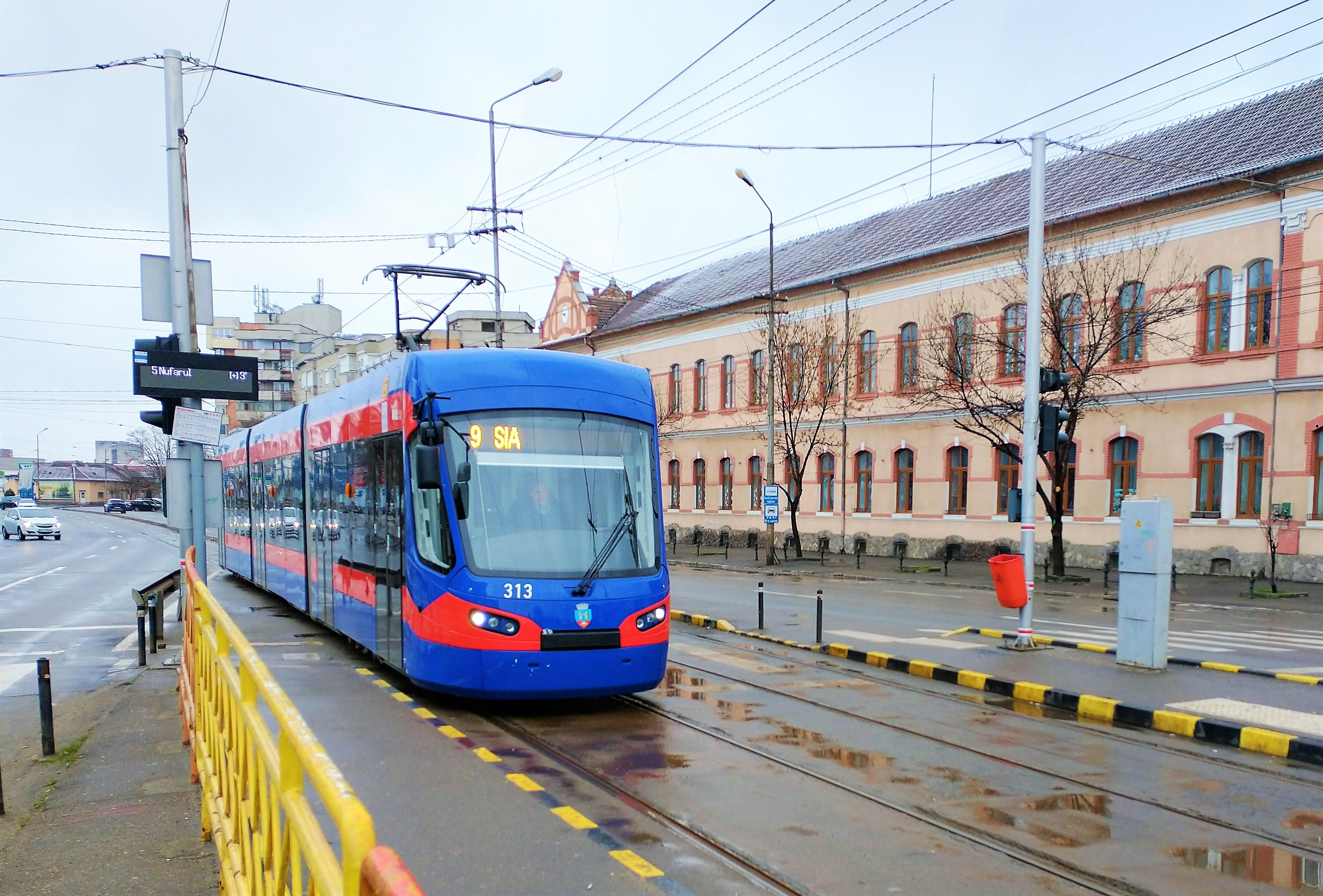
オラデア （オラデア市電） （2022年撮影）
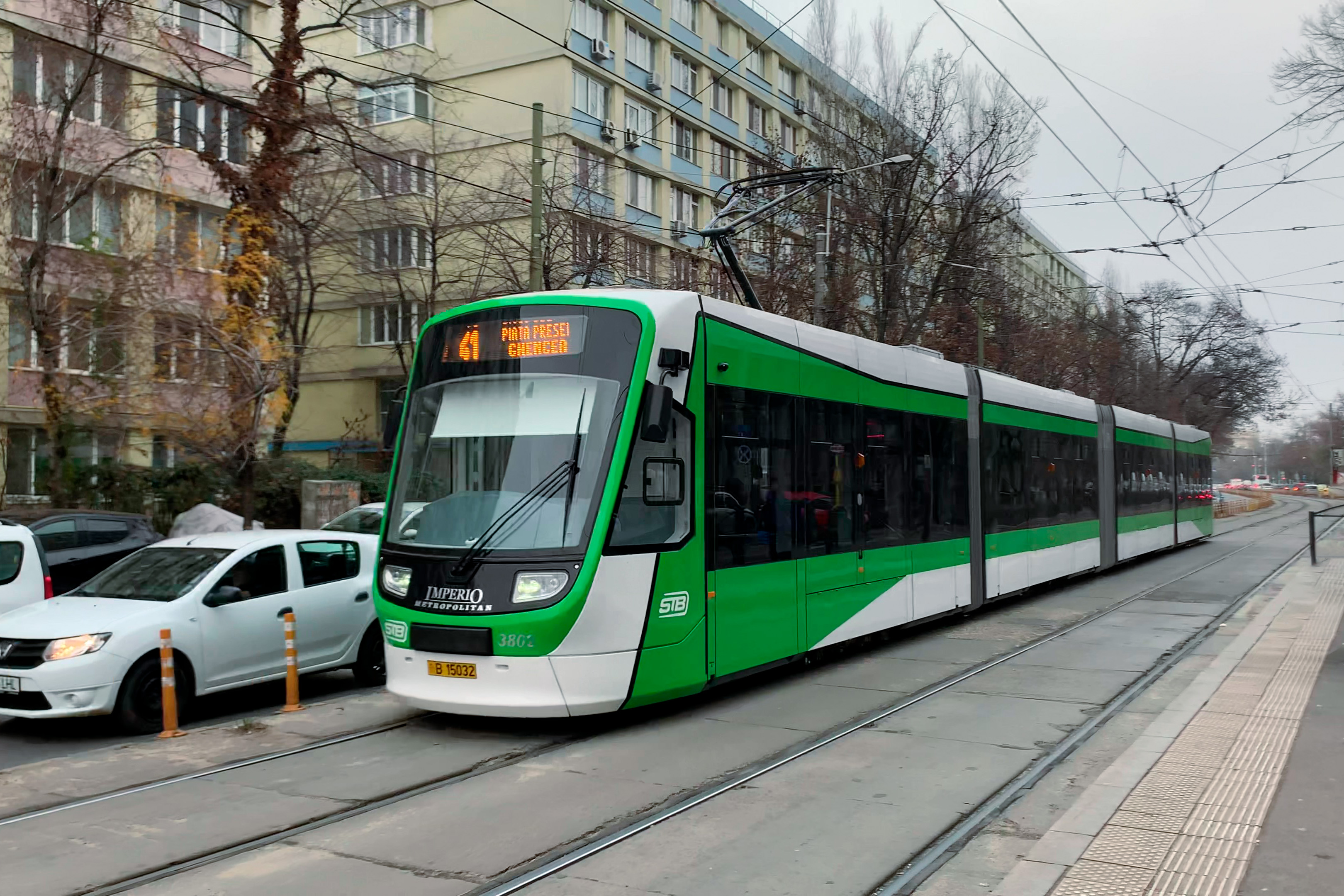
ブカレスト（インペリオ・メトロポリタン） （ブカレスト市電） （2022年撮影）